# جیمی بارترام
جیمی بارترام (انگلیسی: Jimmy Bartram؛ 8 March 1911 – تاریخ ورودی نامعتبر است) بازیکن فوتبال بود.